# Джордж Робледо
Джордж Робледо Оливър, известен и като Хорхе Робледо (на английски: George Robledo Oliver; на испански: Jorge Robledo Oliver), роден на 14 април 1926 г. в Икике, починал на 1 април 1989 г. във Виня дел Мар, е бивш чилийски футболист, нападател. Той е един от легендарните футболисти на английския Нюкасъл, превръщайки се в първия голмайстор на Първа английска дивизия, роден извън Великобритания, както и първия южноамериканец, играл финал за ФА Къп. Освен това със своя гол срещу Арсенал на финала за ФА Къп през 1952 г., Робледо носи победата на Нюкасъл.

## Клубна кариера
Робледо е роден в семейството на баща чилиец и майка англичанка. То емигрира в графство Южен Йоркшър, Англия, след революцията през 1932 г. Първоначално Робледо играе на аматьорски начала в Хъдърсфийлд Таун, докато официално заработва заплатата си като миньор. Въпреки че не успява да пробие в първия отбор, той бива привлечен от втородивизионния тогава Барнзли. Робледо вкарва хеттрик още в дебюта си.
В началото на 1949 г. Робледо заедно с по-малкия си брат Тед преминава в Нюкасъл за 26500 паунда, въпреки че тимът се интересува само от Джордж. В Нюкасъл Робледо оформя успешна нападателна двойка с Джеки Милбърн, като до края на сезон 1952/1953 двамата отбелязват общо над 170 гола във всички турнири. В две поредни години - 1951 и 1952 г. Робледо печели ФА Къп. Смята се, че рисунка, нарисувана от Джон Ленън като дете и по-късно използвана за корица на неговия албум Walls And Bridges, изобразява победния гол на Робледо на финала през 1952 г. През сезон 1951/1952 Робледо отбелязва 39 гола в 46 мача във всички турнири, като по този начин изравнява рекорда на Хюи Галахър от сезон 1926/1927 (През сезон 1993/1994 Анди Коул подобрява рекорда със своите 41 гола). Само за първенство головете му са 33, с което става голмайстор на сезона. С общо 82 гола за Нюкасъл за първенство той се нарежда на десето място по този показател, заедно с Брайън Робсън. В следващия почти половин век Робледо държи рекорда за най-много голове за първенство, отбелязани от футболист, роден извън Великобритания и Ирландия, след което е задминат първо от Дуайт Йорк, а в началото на 21 век и от Оле Гунар Солскяер, Рууд ван Нистелрой, Тиери Анри и др.
През 1953 г. Коло Коло плаща 25000 паунда за Джордж, който се завръща в родината си, присъединявайки се към Тед, който малко преди това също преминава в Коло Коло. С този отбор той печели две шампионски титли и една Купа на Чили, освен това става и голмайстор на първенството в две поредни години - 1953 и 1954 г., съответно с 26 и 25 гола. През 1958 г. спира с футбола за една година, преди да се завърне за един сезон с тима на О′Хигинс. Слага окончателен край на кариерата си през 1960 г.

## Национален отбор
Въпреки че не говори испански, Робледо приема офертата да играе за националния отбор на Чили. По ирония на съдбата дебютът му е при загубата от Англия в първия мач на отбора в група 2 на Световно първенство по футбол в Бразилия на 25 юни 1950 г. Първият си гол отбелязва в третия мач от групата срещу националния отбор на САЩ. За Чили изиграва общо 31 мача, в които отбелязва осем гола.

## Успехи
Нюкасъл
- ФА Къп:
  - Носител (2): 1951, 1952

 Коло Коло
- Примера Дивисион:
  - Шампион (2): 1953, 1956
  - Вицешампион (3): 1954, 1955, 1958
- Копа Чиле:
  - Носител (1): 1958